# Ingmar
Ingmar ist ein schwedischer männlicher Vorname. Die weibliche Form des Namens lautet in der Regel Ingmari, wird jedoch im deutschsprachigen Raum selten vergeben. Auch Ingmar kommt gelegentlich als Mädchenname vor.

## Herkunft und Bedeutung
Der zweigliedrige Name hat seinen Ursprung in der germanischen Mythologie. Das erste Namenselement „Ing“ geht zurück auf die germanische Stammesgottheit Ingwio. Der zweite Teil „mar“ lässt sich auf „mari“ zurückführen, was so viel wie „berühmt, bekannt“ bedeutet. Der Name und seine Varianten sind im skandinavischen und deutschen Sprachbereich gebräuchlich. Eine andere Herleitung des Namensteils „Mar“ kommt daher, dass „maren“ so viel wie erzählen, sprechen bedeutet – man vergleiche etwa im Wort Mär, Märchen.

## Varianten
| männlich - Ingemar - Ingomar | weiblich - Ingmari - Ingmarie |

## Namensträger

### Männlicher Vorname
- Inguiomer, cheruskischer Fürst, Onkel des Arminius

Ingmar:
- Ingmar Alge (* 1971), österreichischer Maler
- Ingmar Bergman (1918–2007), schwedischer Filmregisseur
- Ingmar Brantsch (1940–2013), rumäniendeutscher Schriftsteller
- Ingmar Egede (1930–2003), dänisch-grönländischer Psychologe, Menschenrechtler, Lehrer und Rektor
- Ingmar Heller (* 1967), deutscher Jazzbassist
- Ingmar Lehmann (* 1946), deutscher Mathematiker
- Ingmar Penzhorn (* 1980), deutscher Unihockeyspieler
- Ingmar De Poortere (* 1984), belgischer Radsportler
- Ingmar Putz (* 1969), deutscher Fußballspieler und -trainer
- Ingmar Relling (1920–2002), norwegischer Architekt und Designer
- Ingmar Schwindt (* 1977), deutscher Pianist
- Ingmar Skrinjar (* 1968), deutscher Schauspieler
- Ingmar Stadelmann (* 1980), deutscher Komiker

Variante Ingemar:
- Ingemar Düring (1903–1984), schwedischer Altphilologe
- Ingemar Gruber (* 1977), italienischer Eishockeyspieler
- Ingemar Johansson (1932–2009), schwedischer Boxweltmeister im Schwergewicht
- Ingemar König (* 1938), deutscher Althistoriker
- Ingemar Mayr (* 1975), niederländisch-österreichischer Skispringer
- Ingemar Melchersson (* 1946), österreichischer Organist und Kirchenmusiker
- Ingemar Stenmark (* 1956), schwedischer Skirennläufer
- Ingemar Teever (* 1983), estnischer Fußballspieler

Variante Ingomar:
- Ingomar Grünauer (* 1938), österreichischer Komponist
- Ingomar von Kieseritzky (1944–2019), deutscher Schriftsteller
- Ingomar Weiler (1938–2023), österreichischer Althistoriker

### Weiblicher Vorname
- Ingmar Zeisberg (1933–2022), deutsche Schauspielerin und Drehbuchautorin